# Aleš Vincenc Pařízek
Vincenc Aleš Pařízek (11. listopadu 1748 Praha – 17. dubna 1822 Praha), člen dominikánského řádu, pedagog, filosof, teolog a infulovaný čestný kanovník litoměřické katedrální kapituly.

## Život
Studoval nejprve gymnázium u jezuitů v pražském Klementinu a pak vstoupil do řádu. Kněžské svěcení přijal v roce 1771. Prvním působištěm bylo Jablonné v Podještědí, pak se přestěhoval do Prahy, kde učil krasopis, přírodovědu a dějepis na hlavní škole na Malé Straně. Jako katecheta působil ve farní škole u sv. Jiljí v Praze. V roce 1783 se stal ředitelem nově otevřené hlavní školy v Klatovech. Po zrušení kláštera v Klatovech v roce 1787 požádal o dočasnou sekularizaci, aby mohl nadále učit ve škole.
V roce 1790 se stal ředitelem školy v Praze, kterou proměnil v jakési duchovní centrum školské reformy v Čechách. Vyučoval současně v generálním semináři katechetiku a pedagogiku. Spolupracoval s litoměřickým biskupem Ferdinandem Kindermannem na reformě školství. Odborně se rovněž věnoval hudbě a malířství. Jako hudebník byl žákem slavného Segerta, složil rozličné kusy hudební, několik ofertorií, litanie, dvě Salve Regina, rekviem, symfonie a kantáty. Do své smrti, 17. dubna 1822, stačil napsat velkou řadu knih v němčině, ale i 14 knih v češtině. Některé vyšly až po jeho smrti. V letech 1816–1821 vydával v Praze pedagogický časopis Schulfreund. Rovněž napsal modlitební knihu Weg zur Seligkeit, která byla mnohokrát vydána.
V roce 1793 vydal knihu s názvem O swobodě a zwrácenosti městské, gaká gest a co z nj pocházý mezi Francauzy. Autor v knize reaguje na události Velké francouzské revoluce. Kniha však nesměla být vydána.
Za své zásluhy oceněn čestným členstvím v katedrální kapitule v Litoměřicích, kde byl také konzistorním radou. Byl biskupským notářem českobudějovickým, děkanem pražské teologické fakulty, členem učené společnosti hornolužické ve Zhořelci. Řadí se mezi české asketické a pedagogické spisovatele, vychovatele národa, vlastence a obrozence, byl přítelem Pelcla, Faustina Procházky a Krameria. Pohřben byl ve Zlatníkách. V poslední vůli výslovně žádal, aby byl pohřben v dominikánském řádovém hábitu. Hrob byl opatřen nápisem: „Aleš Pařízek, jsa rodem z Prahy, školní mládeže byl přítel drahý; za čtyřicet let jest o to pečoval, jak by dítkám v ctnostech dobrý základ dal; a když všeliký svůj oukol dokonal, Bůh ho pro odměnu k Sobě povolal.“ (Přítel mládeže 1823)